# Associazione Nazionale degli Assistenti e Controllori della Navigazione Aerea
ANACNA - Associazione Nazionale degli Assistenti e Controllori della Navigazione Aerea è un'associazione professionale, senza fini di lucro, di assistenti e controllori del traffico aereo, sia civili che militari.

## Scopo e finalità
L'Associazione ha lo scopo di promuovere, in collaborazione con tutti gli organismi e realtà interessati alle problematiche di gestione del traffico aereo:
1. L'efficienza e la sicurezza della navigazione aerea;
2. Lo sviluppo dei mezzi e delle procedure adatte o necessarie per una sicura, economica ed efficiente gestione del traffico aereo, in campo nazionale e internazionale;
3. Un continuo aggiornamento tecnico-professionale di tutto il personale che fornisce i servizi del traffico aereo.

Per tali scopi e nel quadro delle proprie attività, l’ANACNA formula proposte e suggerimenti ai diversi Enti preposti sulle materie tecniche, operative e gestionali del settore. Collabora inoltre con le analoghe associazioni di altri Paesi favorendo scambi di esperienze tra gli associati.

## Storia
L'ANACNA è un'associazione rappresentativa dei settori tecnico-professionali del comparto, fondata il 24 agosto 1959 da alcuni controllori del traffico aereo ed assistenti civili, sviluppatasi ulteriormente nel 1974 con l'apertura ai controllori militari. Anche dopo la smilitarizzazione del controllo del traffico aereo in Italia agli inizi degli anni '80, i soci sono in prevalenza personale civile. L'ANACNA ha svolto un compito informale di raccordo associativo tra i controllori del traffico aereo dell'Aeronautica Militare e dell'ENAV (in origine AAAVTAG - Azienda Autonoma di Assistenza al Volo e al Traffico Aereo Generale) rimanendo un'associazione mista, con soci civili e militari.
ANACNA ha sostenuto, negli anni, tutte le iniziative volte a promuovere la sicurezza del volo e lo sviluppo dell'Aviazione Civile in Italia.

## Organizzazione
L'ANACNA è articolata in Sezioni Periferiche che hanno sede in ogni aeroporto o ente, sia civile che militare, dove sia presente un associato.
Il Congresso dei Delegati, costituito dai rappresentanti delle stesse Sezioni Periferiche, proporzionalmente eletti (delegati), elegge il Consiglio Direttivo Nazionale (CDN, 9 eletti) che rimane in carica per due anni. I Consiglieri direttivi neo-eletti, nel corso della loro prima riunione e per voce del consigliere decano (il socio ordinario più anziano), nominano il Presidente ed il Segretario. Quest'ultimo propone i candidati a Vice Presidente, Vice Segretario, Tesoriere e Direttori delle Commissioni. Le attività sono svolte con 6 Commissioni: Comunicazione, Esteri, Giuridica, Stampa, Tecnica, Web.
L'Associazione è membro di IFATCA, la Federazione Internazionale delle Associazioni dei controllori del traffico aereo, che raggruppa circa 50.000 controllori da più di 130 Paesi del mondo. All'interno della Federazione, ANACNA partecipa come membro ai lavori dei Comitati: Tecnico-Operativo, Professionale e Giuridico e rappresenta la stessa nei gruppi di lavoro Runway Safety.
ANACNA pubblica la rivista trimestrale Assistenza al Volo e alcune brochure illustrative.

## I Presidenti dal 2000
- Sergio Pierdicchi (2000-2003)
- Francesco Mazzoleni (2003-2006)
- Giovanna Rocchi (2006-2009)
- Bruno Barra (2009-2012)
- Francesco Mazzoleni (2012-2014)
- Marcello Scala (2014-2016)
- Oliviero Barsanti (2016-2022)
- Gianluca Del Pinto (2022-2025)
- Alessandra Cola (dal 2025) [1]